# Bình Quả
Bình Quả (平果市, Hán Việt: Bình Quả thị, bính âm: Píngguǒ Shì), là một thành phố cấp huyện thuộc thành phố cấp địa khu Bách Sắc của khu tự trị dân tộc Choang Quảng Tây, Trung Quốc. Thành phố này có diện tích là 2.485 km², và có dân số là 470.800 người (2010), người Tráng chiếm 90,62%. Bình Quả có 9 trấn và 3 hương.